# 세르주 르클레르
세르쥬 르클레르(Serge Leclaire, 1924년 - 1994년)은 프랑스의 정신분석학자이다. 자크 라캉의 첫 번째 제자였으며, 나중에는 자신만의 정신분석 이론을 세웠다.

## 생애
립슈츠(Leibschutz)라는 성으로 스트라스부르에서 태어났다. 마르세유로 가족이 이사한 뒤 아버지가 르클레르 (Leclaire)로 성을 바꾸었다.
프랑수아즈 돌토의 작업등에 대해 이야기한 힌두교 승려를 통해 정신분석학에 입문하게 된 르클레르는 곧 자크 라캉의 분석대상이 되었다. 르클레르는 프랑수아 루스텅을 분석하였다.

## 저서
- Psychanalyser
- Démasquer le réel
- On tue un enfant
- Rompre les charmes
- Le Pays de l'autre
- État des lieux de la psychanalyse
- Demeures de l'ailleurs
- Ecrits pour la psychanalyse
- Principes d'une psychothérapie des psychoses
- Œdipe à Vincennes

## 같이 보기
- 쥘리아 크리스테바